# Pintu Mas
Pintu Mas is een bestuurslaag in het regentschap Alor van de provincie Oost-Nusa Tenggara, Indonesië. Pintu Mas telt 1868 inwoners (volkstelling 2010).